# Bunnefjorden
Bunnefjorden er den del af Oslofjorden som ligger øst for Nesodden. Den nordøstligste del af Bunnefjorden ligger i Oslo kommune, den inderste (sydligste) del ligger i Ås kommune, Frogn kommune og resten er delt mellem Nesodden kommune i vest og Oppegård kommune i øst.
Vandet er af dårlig kvalitet, specielt under 50 meters dybde og nær bunden.
De største øer i Bunnefjorden er Langøyene, Malmøya, Ulvøya, Ormøya, Gressholmen og Husbergøya.
59°50′01″N 10°43′32″Ø / 59.83369°N 10.72567°Ø